# Hajdu Imre (író)
Hajdu Imre (Bogács, 1947. március 12. –) magyar újságíró, író, lapszerkesztő, könyvkiadó. (Íróként és szerkesztőként gyakran használja a Daruszögi H. Imre nevet.)

## Családja
Szülei Hajdu Géza (1914-1990) vasutas és Hilóczki Anna (1919-2009) háztartásbeli. Felesége Németh Ilona, mezőgazdasági gépészmérnök, mérnök-tanár
Gyermekei: Roland Zsolt (1976); Norbert Csaba (1978-1995); Ádám Gábor (1982)

## Iskolái
Általános Iskola, Miskolc-Martintelep, 1961 (1956 novemberében és decemberében a bogácsi általános iskola tanulója); Földes Ferenc Gimnázium, Miskolc, 1965; Mezőgazdasági Főiskola Putnok, 1968; Tanárképző Főiskola, Eger, magyar-történelem szak, 1974; Újságíró Főiskola, Budapest 1978; Politikai Főiskola, Budapest 1989; Nemzetközi Újságíró Kurzus, Dánia 2001

## Eddigi munkahelyei, beosztásai
Rövid ideig tanított Rudolftelepen, Színben, Szikszón, Abaújszántón. Újságírói pályáját 1975-ben kezdte Miskolcon az Észak-Magyarország Szerkesztőségében, ahol 1995-ig dolgozott munkatársként, mezőgazdasági, majd kulturális rovatvezetőként, 1988-tól főszerkesztő-helyettesként. Később Új Észak Szerkesztősége (1995-1996), főszerkesztő; Tiszaújvárosi Krónika Szerkesztősége (1997-2007) főszerkesztő. Daruszögi H. Imre néven a Gondolat c. folyóirat főszerkesztője (2008-2010). Másodállásban a mezőkövesdi Matyó TSZ Híradója szerkesztője (1977-1987), az újraindított Mezőkövesdi Újság első főszerkesztője (1988-1990). Publikált a Kertészet és Szőlészet, az Ország-Világ, a Népszabadság, az Élet és Irodalom, a Turista Magazin, a Borsodi Művelődés, a Borsodi Fiatal, a Matyóföld, a Kaptárkövek c. lapokban, periodikákban. Utóbbinak 2015-től főszerkesztője, Daruszögi H. Imre néven. Újságírói és kommunikációs alapismereteket tanított Miskolcon a Karrina, az Európa és a Szentencia Szakképző Iskolákban, műfajelméletet pedig a Nagy Lajos Király Magánegyetemen. 1996-tól Hajdu-Vinpress Kiadó néven könyvkiadót működtet. 2016-tól – nyugdíjasként – újra szülőfalujában, Bogácson él.

## Közéleti tevékenységei
A Szent Márton Borlovagrend egyik alapítója (1996) és kezdetektől egészen 2016-ig kancellárja; a B-A-Z. megyei Honismereti Egyesület tagja; a Miskolci Vasutas Sport Club Centenáriumi Társaság egyik alapítója és (Temesvári Miklós mesteredzővel együtt) vezetője (2011); a Bogácsi Újság alapítója (Szajlai Sándor tanácselnökkel) és egyben névadója (Bogácsi Tavasz, Bogácsi Nyár, Bogácsi Ősz, Bogácsi Tél); a bogácsi Szent Márton műemléktemplom hangversenyeinek ötletadója (1988) (kivitelező Daragó Károly kürtművész); a bogácsi II. János Pál tér névadója, a II. János Pál emlékmű ötletadója (kivitelező Fekete Ernőné kőfaragó); a bogácsi Magyar Teátristák Keresztje állíttatója; a bogácsi Borfesztivál (Bükkvinfest) létrehozója Szajlai Sándorral, Daragó Károllyal és dr. Farkas Attilával közösen (1993).

## Főbb művei (önálló könyvek)
- Bogács históriája I.-IV. kötet (1984);
- Nem űzettünk ki a Paradicsomból (1984) (Könyv a borsodi kertbarát mozgalomról.)
- Emberközelben (1996) (Interjúk ismert emberekkel.)
- Irodalmi barangolások Abaújban, Borsodban, Gömörben, Tornában és Zemplénben (1997)
- A Miskolci Szent Ferenc Kórház évkönyvei, 5 kötet (1996-2000)
- Nekem nem térkép e táj I-II. (1997,1998) (B-A-Z megye természeti, történeti kincsei.)
- Emberarcok (1998) (Interjúk híres borsodiakkal.)
- Egy korty Magyarország (1998) (Könyv a borról és a szőlőt művelő emberekről.)
- Fecsegő demokrácia (1998) (Két választás Észak-Magyarországon 1945-1947.)
- Nekünk Bogács a világ közepe (1998) (Vallomások a szülőfaluról.)
- A Borsod-Abaúj-Zemplén Megyei Kórház jubileumi évkönyve (1998)
- Martintelepi álmok (1999) (Gyermekkori emlékek.)
- Házam, hazám Tiszaújváros (1999)
- Miskolci gyógyítók (1999) (Huszonhárom főorvos életútja.)
- A krónikás füttye (2001) (Kisvárosi napló.)
- Embermesék a Berzeviczyből (2001) (Egy híres iskola tanárai.)
- Férfiszó és hölgyválasz (2001) (Portréinterjúk.)
- Új város született (2002) (Tiszaszederkény város megszületése 1951-1966.)
- Álomidő (2002) (Miniesszék.)
- Álmodtunk egy új világot (2004) (Leninvárosból Tiszaújváros 1990-1991.)
- A demokrácia tanulóévei (2004) (Tiszaújváros 1992-1994.)
- Általunk lett híres e föld (társszerző Bakó Endrével és Marik Sándorral 2005)
- Kincses földek (2005) (Tiszaújváros 1995-1996.)
- Az irigylett város (2005) (Tiszaújváros 1997-1998.)
- Hegymenetben (2006) (Tiszaújváros 1999-2000.)
- Otthon, Európában (2006) (Tiszaújváros 2001-2004.)
- Beszélgetések Varga Rudolffal (2006) ISBN 963-87055-1-5
- Az út végén Lenin is eltévedt (2007) (Leninváros 1978-1989.)
- Regényes Dél-Borsod (2007)
- Szélmalomharc (2007) (Kisvárosi napló.)
- Kirakatszerepben (2008) (Leninváros 1972-1977.)
- Szocialista keresztelő (2008) (Tiszaszederkény-Leninváros 1967-1971.)
- Dél-Borsod ékszere (2008) (Tiszaújváros 2004-2007.)
- Zöld-fehér nefelejcsek (2010) (Egy női kézilabdacsapat története.)
- Találkozunk Csáter Apónál! (2011)
- Jegenyék a Kubikban (2012) (Egy legendás futballcsapat históriája.)
- Színészliget Bogácson (2014), a második bővített kiadás (2017)
- Jónás könyve (2014) (Életút hullámhegyekkel és -völgyekkel.)
- Templom és temető (2016) (Fejezetek Bogács történetéből.)
- Iskola és esküvő (2016) (Fejezetek Bogács történetéből.)
- Borország szíve Bogács (2001) (az antológia társszerzője, egyben szerkesztője)
- Áldassék a neved Bogács (2008) (társszerző, egyben az antológia szerkesztője)
- Emberremény: Bogács a neved (2012) (vers és próza, társszerző, szerkesztő)
- A csend üzenete (2011) (az antológia társszerzője Cseh Károly, Laboda Kálmán, Pázmándy László, Pető János költőkkel)
- Ki kicsoda Mezőkövesden? (2013) Névlexikon
- Mi, bogácsiak! (2014) Névlexikon
- Beszédes könyvem (2018) (Válogatás a szerző nyilvánosság előtt elhangzott beszédeiből.)
- Mayer főjegyző úr (2021) (Életregény – interjúban elbeszélve.)

## Díjai, elismerései
- Kiváló Munkáért miniszteri kitüntetés a mezőgazdasági minisztertől (1983)
- Kiváló Munkáért miniszteri kitüntetés a Minisztertanács Tájékoztatási Hivatalától (1984)
- Észak-Magyarország-díj (az év újságírója) 1990
- Bogács Község Alkotói-díja (1994)
- Szent István Emlékérem, Tiszaújváros (2003)
- Lovas Lajos-díj (életmű fokozata), Tiszaújváros (2008)
- Bogács Községért életmű-díj (2010)
- Örökös Kancellár cím (2016) a Szent Márton Borlovagrendtől
- A Magyar Kultúra Lovagja (2017)
- Pro Vino érdemérem (2020) a Magyarországi Borrendek Országos Szövetségétől

## Külső hivatkozások
- Ki kicsoda Mezőkövesden? (2013) ISBN 978-615-5172-04-5
- Mi, bogácsiak! (2014) ISBN 978-615-5172-06-9
- Kaptárkövek folyóirat 2017. március 15-ei Különszáma ISSN 2063-2606
- Irodalmi Pályaudvar II. (2016, HUNGAROVOX Kiadó) ISBN 978-615-5562-47-1